# Wimveria divergens
Wimveria divergens es la única especie del género Wimveria (un hidrozoo), descrita en el año 1998.

## Descripción[1]
Las colonias de esta especie tienen un tallo grueso, normalmente único. Cada entrenudo de este tallo posee una única apófisis o ramificación, dispuestas alternativamente. Poseen nematóforos y "mamelones" en la base de cada una de estas ramificaciones, como es típico en la familia, pero estas estructuras defensivas no aparecen en el tallo o hidrocaule. Cada una de las ramificaciones, o hidrocladia, se ramifica hasta tres veces y tiene secciones, o internodos, con o sin pólipos especializados en la alimentación y para la protección, protegidos por tecas. Es característico del género que los pólipos defensivos se sitúen justo por detrás de la apertura de los pólipos alimenticios y por debajo de los mismos (similar al género Oswaldella). 
Las hidrotecas o tecas que contienen a los pólipos encargados de la alimentación, son profundas, cilíndricas, de apertura oval y formas que recuerdan a vasos chatos. Se asemejan a la familia Halopteridae. La parte anterior de estas hidrotecas es más larga que la posterior por lo que la apertura se dirige hacia atrás fuertemente. Las gonotecas suelen generarse en las apófisis caulinares, cerca del tallo principal. Tienen, típicamente, forma de cono invertido.

## Observaciones
Es el único género de la familia Kirchenpaueriidae que habita en aguas del polo norte. El resto de géneros lo hace en aguas del polo sur, haciendo que la familia tenga distribución bipolar, lo cual plantea interesantes incógnitas biogeográficas.
La especie se clasificó, hasta 1998, como Schizotricha divergens, tal y como la describió Naumov en 1960.